# Pterinochilus lugardi
Pterinochilus lugardi é uma espécie de aranha pertencente à família Theraphosidae (tarântulas).